# Сельское поселение «Село Климов Завод»
Сельское поселение «Село Климов Завод» — муниципальное образование в составе Юхновского района Калужской области России.
Центр — село Климов Завод.

## Население
| 2010 | 2012 | 2013 | 2014 | 2015 | 2016 | 2017 |
| ---- | ---- | ---- | ---- | ---- | ---- | ---- |
| 489  | ↘476 | ↘451 | ↘432 | ↘421 | ↘407 | ↘405 |
| 2018 | 2019 | 2020 | 2021 |      |      |      |
| ↘392 | ↘381 | ↘374 | ↗542 |      |      |      |

## Состав
В поселение входят 5 населённых мест:
- село Климов Завод
- деревня Андреенки
- деревня Гриденки
- деревня Стененки
- деревня Тарасовка